# 1. Division 2016-2017
La 1. Division 2016-2017 è la 72ª edizione della seconda categoria del campionato danese di calcio.
La stagione autunnale è iniziata il 21 luglio 2016 e si è conclusa il 1º dicembre 2016.
La stagione primaverile è iniziata il 5 marzo 2017 e si è conclusa il 27 maggio 2017.

## Stagione

### Novità
Al termine della stagione 2015-2016, l'Vestsjaelland è stata retrocessa in 2. Division mentre il Lyngby, il Silkeborg e l'Horsens sono approdate in Superligaen. Al loro posto sono state promosse dalla 2. Division l'AB, il Fremad Amager e il Nykobing ed è stato retrocesso dalla Superligaen l'Hobro

### Formula
Le 12 squadre partecipanti si affrontano in gironi di andata-ritorno-andata, per un totale di 33 giornate. Al termine della stagione solo la squadra campione sarà promossa in Superligaen 2017-2018.
Le squadre classificate al secondo e al terzo posto si qualificheranno per il primo turno dei play out per accedere alla Superligaen 2017-2018.
Le ultime due classificate retrocederanno direttamente in 2. Division 2017-2018.

## Squadre partecipanti
| Club          | Stagione | Città            | Stadio                 | Stagione 2015-16         |
| ------------- | -------- | ---------------- | ---------------------- | ------------------------ |
| AB            | dettagli | Gladsaxe         | Gladsaxe Stadium       | Vincitore 2.Division     |
| Fredericia    | dettagli | Fredericia       | Monjasa Park           | 6º posto in 1.Division   |
| Fremad Amager | dettagli | Amager           | Sundby Idrætspark      | 4º posto in 1.Division   |
| Helsingør     | dettagli | Helsingør        | Helsingør Stadion      | 7º posto in 2.Division   |
| Hobro         | dettagli | Hobro            | DS Arena               | 12º posto in Superligaen |
| HB Køge       | dettagli | Køge             | Herfølge Stadion       | 8º posto in 1.Division   |
| Næstved       | dettagli | Næstved          | Næstved Stadion        | 10º posto in 1.Division  |
| Nykøbing      | dettagli | Nykøbing Falster | Nykøbing F. Idrætspark | 3º posto in 2.Division   |
| Roskilde      | dettagli | Roskilde         | Roskilde Idrætspark    | 9º posto in 1.Division   |
| Skive         | dettagli | Skive            | SPAR Nord Arena        | 11º posto in 1.Division  |
| Vejle         | dettagli | Vejle            | Vejle Stadion          | 6º posto in 1.Division   |
| Vendsyssel    | dettagli | Vendsyssel       | Hjørring Stadion       | 4º posto in 1.Division   |

## Classifica
|  | Pos. | Squadra       | Pt | G  | V  | N  | P  | GF | GS | DR   |
|  | ---- | ------------- | -- | -- | -- | -- | -- | -- | -- | ---- |
|  | 1.   | Hobro         | 58 | 33 | 17 | 7  | 9  | 54 | 34 | + 20 |
|  | 2.   | Vendsyssel    | 55 | 33 | 16 | 7  | 10 | 51 | 39 | + 12 |
|  | 3.   | Helsingør     | 53 | 33 | 14 | 11 | 8  | 43 | 31 | + 13 |
|  | 4.   | Roskilde      | 50 | 33 | 14 | 8  | 11 | 44 | 43 | + 1  |
|  | 5.   | Skive         | 49 | 33 | 15 | 4  | 14 | 41 | 51 | - 10 |
|  | 6.   | HB Køge       | 47 | 33 | 11 | 14 | 8  | 33 | 27 | + 6  |
|  | 7.   | Nykøbing      | 46 | 33 | 13 | 7  | 13 | 50 | 51 | -1   |
|  | 8.   | Fredericia    | 43 | 33 | 11 | 10 | 12 | 36 | 43 | -7   |
|  | 9.   | Vejle         | 41 | 33 | 10 | 11 | 12 | 49 | 46 | + 5  |
|  | 10.  | Fremad Amager | 41 | 33 | 10 | 11 | 12 | 42 | 45 | - 3  |
|  | 11.  | Næstved       | 35 | 33 | 9  | 8  | 16 | 45 | 51 | - 6  |
|  | 12.  | AB            | 24 | 33 | 6  | 6  | 21 | 34 | 61 | - 27 |

Legenda:
      Promosso in Superligaen
      ammesso ai play-out promozione
      retrocesso in 2.Division
Note:

Tre punti a vittoria, uno a pareggio, zero a sconfitta.

## Risultati
|               | AB   | Frd  | Frm  | Hel  | Hob  | Kog  | Nae  | Nyk  | Ros  | Ski  | Vej  | Ven  |
| ------------- | ---- | ---- | ---- | ---- | ---- | ---- | ---- | ---- | ---- | ---- | ---- | ---- |
| AB            | –––– | 2-3  | 1-2  | 2-1  | 0-3  | 2-1  | 3-3  | 1-2  | 0-2  | 1-3  | 1-2  | 1-3  |
| Fredericia    | 2-1  | –––– | 2-2  | 0-2  | 0-0  | 2-1  | 3-1  | 1-2  | 2-0  | 2-0  | 3-2  | 0-0  |
| Fremad Amager | 1-3  | 0-0  | –––– | \    | 4-1  | 2-0  | 0-3  | 1-0  | 1-3  | 5-0  | 2-3  | 1-1  |
| Helsingør     | 1-0  | 4-0  | 2-0  | –––– | 3-0  | 2-2  | 1-2  | 3-0  | 2-0  | 1-1  | 0-0  | 0-1  |
| Hobro         | 4-1  | 1-1  | 4-0  | 1-1  | –––– | 0-0  | 4-1  | 1-0  | 1-2  | 2-1  | 1-0  | 4-0  |
| HB Køge       | 1-0  | 1-1  | 1-1  | 0-0  | 1-0  | –––– | 2-2  | 3.0  | 1-0  | 0-0  | 0-3  | 1-0  |
| Næstved       | 2-0  | 2-0  | 0-1  | 5-1  | 3-0  | 1-1  | –––– | 0-1  | 1-2  | 2-3  | 0-3  | 1-3  |
| Nykøbing      | 2-3  | 2-2  | 1-1  | 1-1  | \    | 1-0  | 1-2  | –––– | 1-1  | 4-0  | 4-3  | 3-2  |
| Roskilde      | 1-2  | 2-0  | 1-0  | 2-2  | 3-1  | 1-1  | 0-2  | 2-1  | –––– | \    | 2-1  | 0-0  |
| Skive         | 1-0  | 2-1  | \    | 1-0  | 1-4  | 2-1  | 2-1  | 2-3  | 2-0  | –––– | 1-0  | 3-1  |
| Vejle         | 0-0  | 0-0  | 1-1  | 2-2  | 1-5  | 0-2  | 2-1  | 2-0  | 0-0  | 0-2  | –––– | 1-1  |
| Vendsyssel    | 2-1  | 2-0  | 0-0  | 1-0  | 0-4  | 0-1  | 1-1  | 3-1  | 5-0  | 1-0  | 1-3  | –––– |

|               | AB   | Frd  | Frm  | Hel  | Hob  | Kog  | Nae  | Nyk  | Ros  | Ski  | Vej  | Ven  |
| ------------- | ---- | ---- | ---- | ---- | ---- | ---- | ---- | ---- | ---- | ---- | ---- | ---- |
| AB            | –––– | \    | \    | \    | \    | \    | 0-1  | 2-2  | 0-4  | 1-1  | \    | 0-3  |
| Fredericia    | \    | –––– | \    | \    | 2-1  | 0-0  | 2-1  | 0-2  | \    | \    | 3-1  | \    |
| Fremad Amager | 1-0  | 2-1  | –––– | \    | 5-0  | \    | \    | \    | \    | 3-0  | \    | 1-2  |
| Helsingør     | 2-1  | 0-0  | 2-2  | –––– | \    | \    | 1-0  | \    | \    | 0-0  | \    | \    |
| Hobro         | 2-0  | \    | \    | 2-0  | –––– | \    | \    | 0-1  | \    | \    | 1-1  | 1-0  |
| HB Køge       | \    | \    | 0-0  | 0-2  | \    | –––– | 3-0  | 2-1  | \    | 3-0  | \    | \    |
| Næstved       | \    | \    | 1-1  | \    | 0-0  | \    | –––– | \    | \    | \    | 3-3  | 1-3  |
| Nykøbing      | \    | \    | 2-0  | 3-1  | \    | \    | \    | –––– | 3-2  | 2-3  | \    | 1-2  |
| Roskilde      | \    | 2-1  | 0-0  | \    | 1-2  | 1-1  | 2-1  | \    | –––– | \    | \    | \    |
| Skive         | \    | 2-0  | \    | \    | 0-1  | \    | 2-1  | \    | 1-2  | –––– | 0-1  | \    |
| Vejle         | 2-2  | \    | 4-0  | 0-1  | \    | \    | \    | 2-2  | 4-1  | \    | –––– | \    |
| Vendsyssel    | \    | \    | \    | 1-2  | \    | 3-2  | \    | \    | 2-2  | 4-0  | \    | –––– |

## Statistiche

### Record
- Maggior numero di vittorie:  Hobro  (17)
- Minor numero di vittorie:  AB  (6)
- Maggior numero di pareggi:  HB Køge  (14)
- Minor numero di pareggi:  Skive  (4)
- Maggior numero di sconfitte:  AB  (21)
- Minor numero di sconfitte:  Helsingør e  HB Køge  (8)
- Miglior attaccoː  Hobro  (54 gol segnati)
- Peggior attacco:  HB Køge  (33 gol segnati)
- Miglior difesa:  HB Køge  (27 gol subiti)
- Peggior difesa:  AB  (61 gol subiti)
- Miglior differenza reti:  Hobro  (+ 20)
- Peggior differenza reti:  AB  (- 27)